# ジャック・ジャンティ
ジャック・ジャンティ（Jacques Genty, 1921年8月16日 - 2014年11月13日）は、フランス出身のピアノ奏者。

## 経歴
パリの生まれ。パリ音楽院でラザール・レヴィにピアノ、シャルル・ミュンシュに指揮法を学び、両方でプルミエ・プリを獲得した。第二次世界大戦中はレジスタンスとして活動し、1948年にローラ・ボベスコと結婚してデュオ活動を行った。ボベスコとは10年ほどで離婚したが、離婚後もボベスコの伴奏を中心に音楽活動を行った。

## 註
| スタブアイコン | サブスタブ | この項目は、まだ閲覧者の調べものの参照としては役立たない、人物に関連した書きかけの項目です。この項目を加筆・訂正などしてくださる協力者を求めています（P:人物伝/PJ:人物伝）。 |